# Kommunalvalet i Skara 2002
Kommunalvalet i Skara 2002 hölls den 15 september 2002, samtidigt som riksdags- och landstingsvalet.

## Kommunalvalet
| Parti                | Parti                | Röster          | Röster | Röster | Mandatfördelning | Mandatfördelning |
| Parti                | Parti                | Antal           | %      | +− %   | Antal            | +−               |
| -------------------- | -------------------- | --------------- | ------ | ------ | ---------------- | ---------------- |
|                      | Socialdemokraterna   | 4 151           | 38,1   | +1,7   | 17               | +-0              |
|                      | Moderaterna          | 2 196           | 20,1   | -4,0   | 9                | -2               |
|                      | Centerpartiet        | 1 319           | 12,1   | +0,9   | 6                | +1               |
|                      | Folkpartiet          | 1 123           | 10,3   | +4,2   | 5                | +2               |
|                      | Vänsterpartiet       | 811             | 7,4    | -0,3   | 3                | +-0              |
|                      | Kristdemokraterna    | 741             | 6,8    | -0,2   | 3                | +-0              |
|                      | Miljöpartiet         | 491             | 4,5    | -2,3   | 2                | -1               |
|                      | Övriga partier       | 46              | 0,4    | —      | 0                | —                |
| Antal giltiga röster | Antal giltiga röster | 10 878          | 100    | —      | 45               | —                |
| Ogiltiga röster      | Ogiltiga röster      | 206             |        |        |                  |                  |
| Totalt               | Totalt               | 11 084 (78,71%) |        |        |                  |                  |